# Upper Nihotupu Reservoir
Das Upper Nihotupu Reservoir ist ein Stausee im Waitākere Ward des Auckland Council auf der Nordinsel von Neuseeland.

## Geographie
Das Upper Nihotupu Reservoir, das mit anderen Reservoirs in der Gegend der Trinkwasserversorgung von Auckland und seiner Region dient, umfasst eine Fläche von 10,2 Hektar. Das Gewässer befindet sich rund 11,5 km westsüdwestlich von New Lynn, einem südwestlich liegenden Stadtteil der Stadt Auckland und ist rund 6 km nordnordwestlich des Manukau Harbour zu finden. Der Stausee erstreckt sich über eine Länge von rund 1,2 km in Nordnordwest-Südsüdost-Richtung und misst an seiner breitesten Stelle rund 180 m in Südwest-Nordost-Richtung. Der Umfang des Sees kommt auf eine Länge von rund 3 km. An der tiefsten Stelle des Stausees wurde 33,9 m gemessen.
Gespeist wird der See durch den von Norden zulaufenden Nihotupu Stream und verschiedene Streams beidseitig des Sees. Die Entwässerung des Upper Nihotupu Reservoir findet ebenfalls über den Nihotupu Stream statt, der später das Lower Nihotupu Reservoir speist.

## Absperrbauwerk
Das Absperrbauwerk des Stausees, das in den Jahren 1915 bis 1923 erstellt wurde, besteht aus einer aus Beton erstellten Bogenstaumauer, deren Höhe 50,3 m beträgt und in der Mitte einen Überlauf besitzt. Der Damm kann den See auf ein maximales Volumen von 2.202.000 m³ Wasser aufstauen.

## Trinkwasserversorgung
Die Stauseen Upper Nihotupu Reservoir, Lower Nihotupu Reservoir, Upper Huia Reservoir, Lower Huia Reservoir und das Waitākere Reservoir können zusammen bis zu 25 % des Trinkwasserbedarfs von Auckland decken, liefern aber nur durchschnittlich etwa 19 % des Bedarfs pro Jahr.